# Heterischnus nigricollis
Heterischnus nigricollis là một loài tò vò trong họ Ichneumonidae.